# Kirche Kleinbautzen

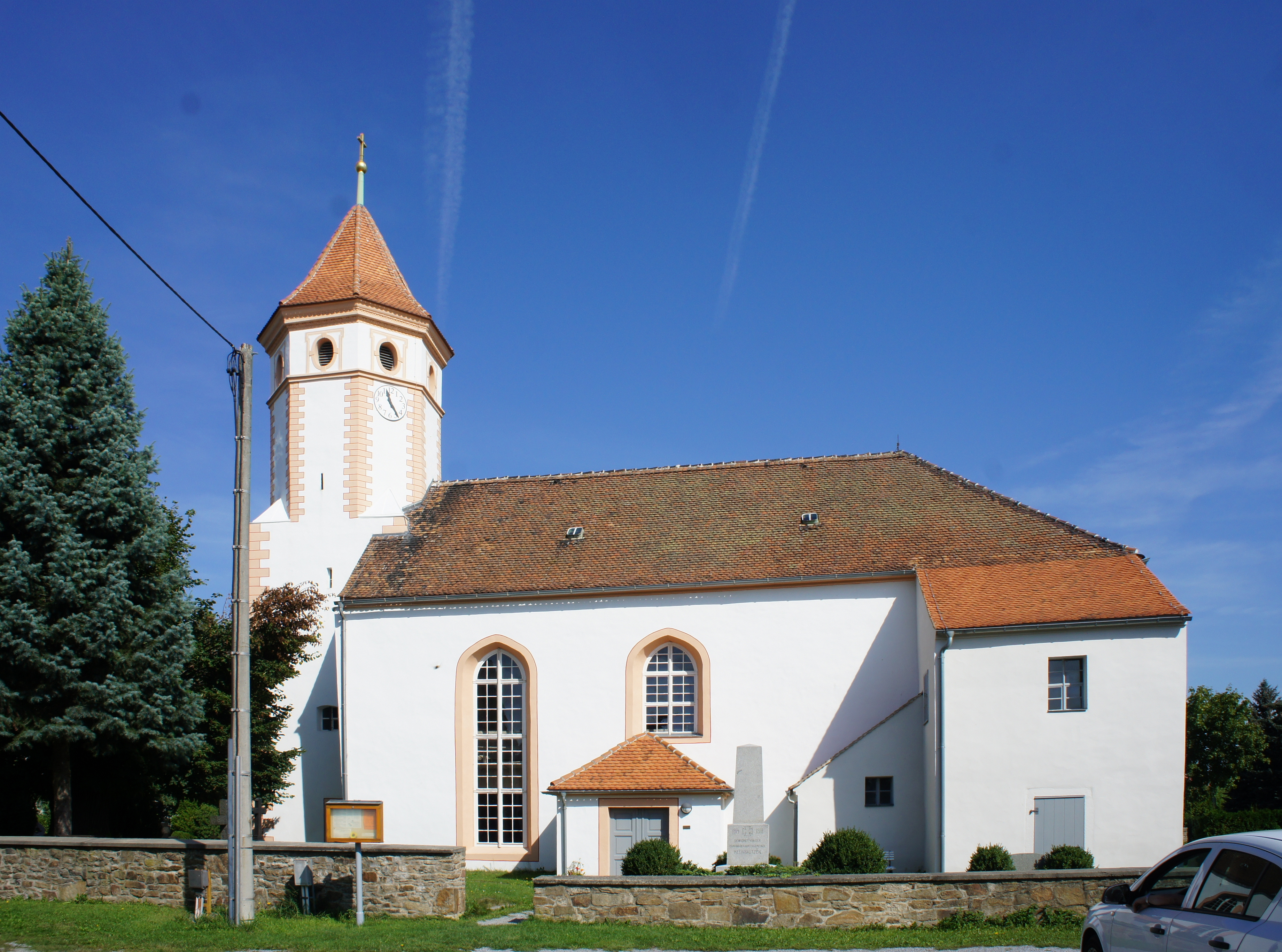
Kirche Kleinbautzen, Ansicht von Süden

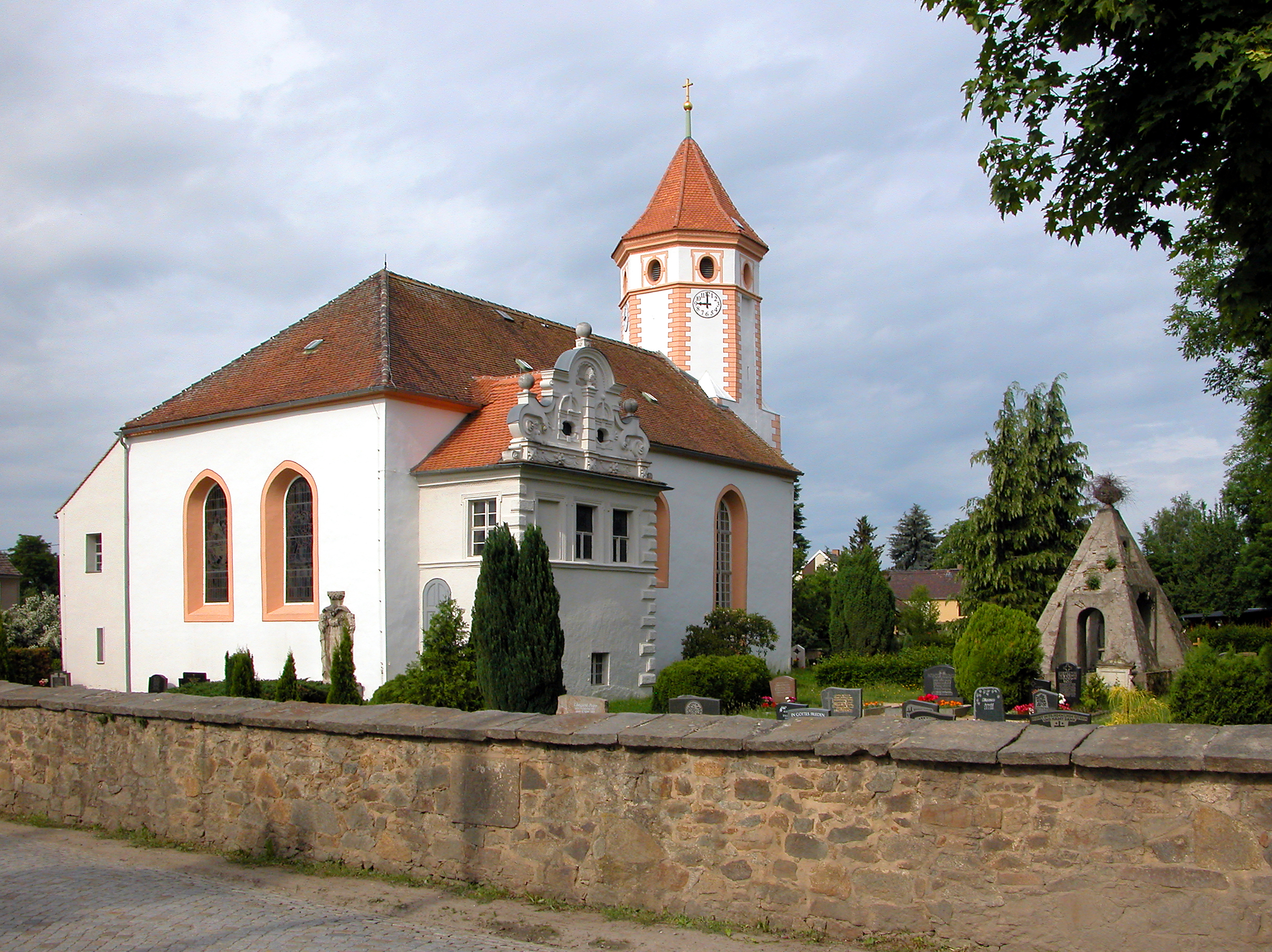
Kirche Kleinbautzen, Ansicht von Nordosten

Die Kirche Kleinbautzen (obersorbisch Budyšinska cyrkej) ist das Kirchengebäude im Ortsteil Kleinbautzen der Gemeinde Malschwitz im Landkreis Bautzen in der sächsischen Oberlausitz. Es gehört der Kirchengemeinde Purschwitz-Kleinbautzen im Kirchenbezirk Bautzen-Kamenz der Evangelisch-Lutherischen Landeskirche Sachsens. Die Kirche steht als Bauwerk von bau- und ortshistorischer Bedeutung unter Denkmalschutz.

## Architektur und Geschichte
Die Kirche in Kleinbautzen wurde zwischen 1675 und 1681 unter Verwendung der Teile eines Vorgängerbaus errichtet, eine Datierung an der Nordempore weist auf das Jahr 1680 hin. Die nördlich angebaute Loge mit ihrem Spätrenaissancegiebel wurde vermutlich von Martin Pötzsch geplant. 1887 wurde der Turm an der Südwand mit einer Eingangstür versehen. Bei einer Sanierung im Jahr 1907 wurde ein neues Fenster in die Nordwand der Kirche eingebrochen. 1934 und 1979 wurde der Innenraum der Kirche restauriert. 1995 erfolgte eine Erneuerung des Außenmauerwerks und des Putzes. Zuletzt wurde die Kirche 2004 saniert.
Bei der Kirche handelt es sich um einen massiven Putzbau mit geradem Ostschluss. Das Langhaus hat an den Längsseiten jeweils ein zweigeschossiges und ein eingeschossiges Spitzbogenfenster mit farblich abgehobenen Laibungen. Unter dem kleineren Fenster an der Südwand ist eine Vorhalle mit Walmdach angebaut. Daneben befindet sich ein zweigeschossiger Logenanbau mit Pultdach. Die Nordloge ist mit Eckrustizierungen und ein trennendes Gesims gegliedert und hat einen aufwändig gestalteten Rundgiebel. Der Westturm der Kirche hat einen quadratischen Grundriss und ein achteckiges im Renaissancestil gehaltenes Glockengeschoss mit Schallöffnungen an allen Seiten und einem Zeltdach. An der Westfront befindet sich unter den Fensternischen das Nostitzsche Familienwappen.

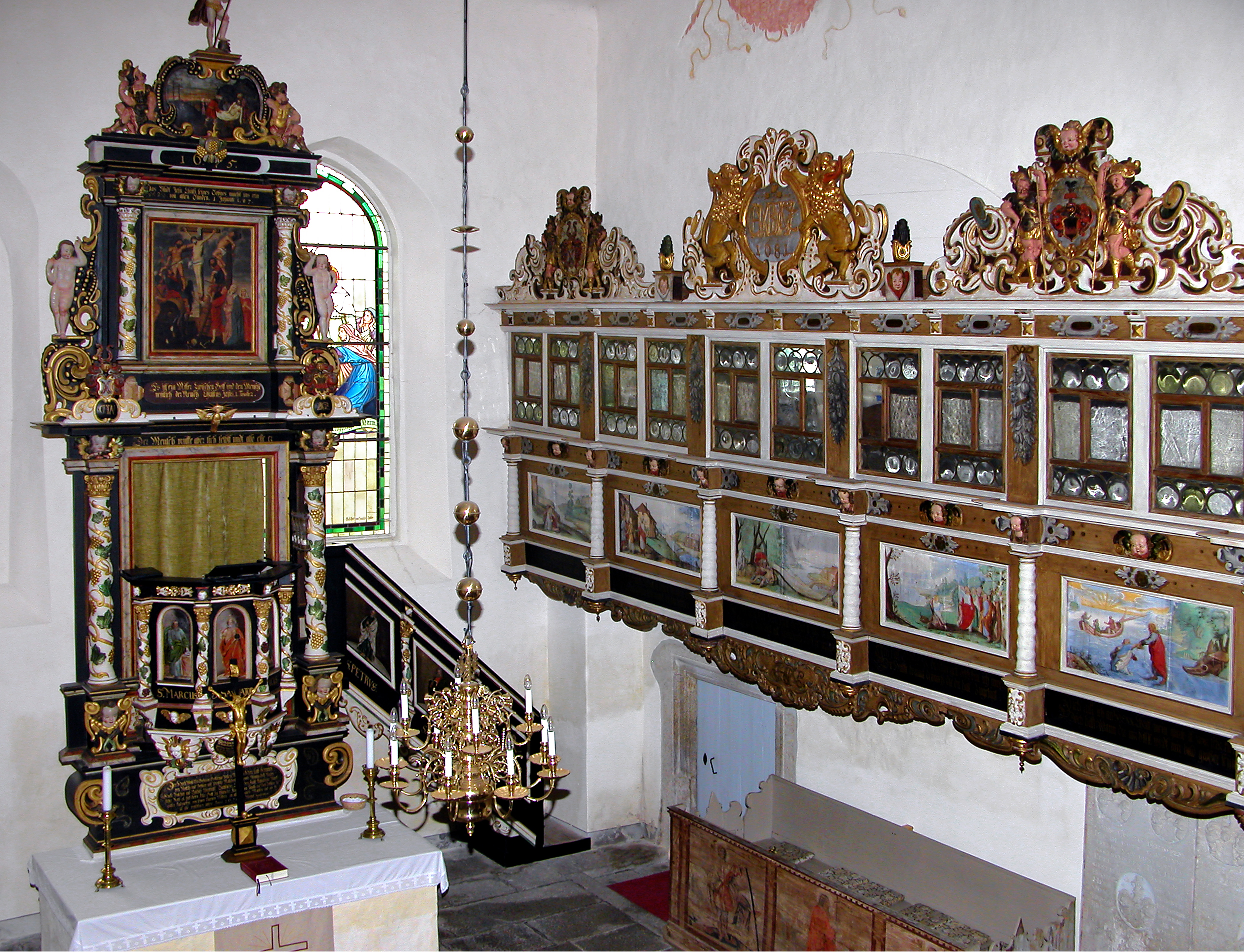
Die prachtvoll gestaltete Nordloge und der Kanzelaltar der Kleinbautzener Kirche

Der Innenraum ist beinahe im Originalzustand erhalten und hat eine flache Putzdecke. Die Brüstungsfelder der prachtvoll gestalteten nördlichen Loge sind mit plastischen Festons mit palmenumkränzten Schrifttafeln und darunter mit Puttenköpfen verziert. Zwischen den Logenfenstern befinden sich gedrehte Säulen mit Weinlaub. Über dem plastischen Gesims sind drei Schriftkartuschen angebracht. Die Brüstung der durch eine Inschrift auf das Jahr 1681 datierten Südloge ist mit profilierten Säulchen unterteilt, dazwischen sind die Brüstungsfelder mit biblischen Szenen – der Rückkehr des verlorenen Sohnes, dem Gleichnis von den Arbeitern im Weinberg, dem barmherzigen Samariter, dem kanaanäischen Weib und dem im Meer versinkenden Petrus – bemalt. Im Westteil der Kirche befindet sich eine eingeschossige weiß gefasste Empore aus Holz.

## Ausstattung

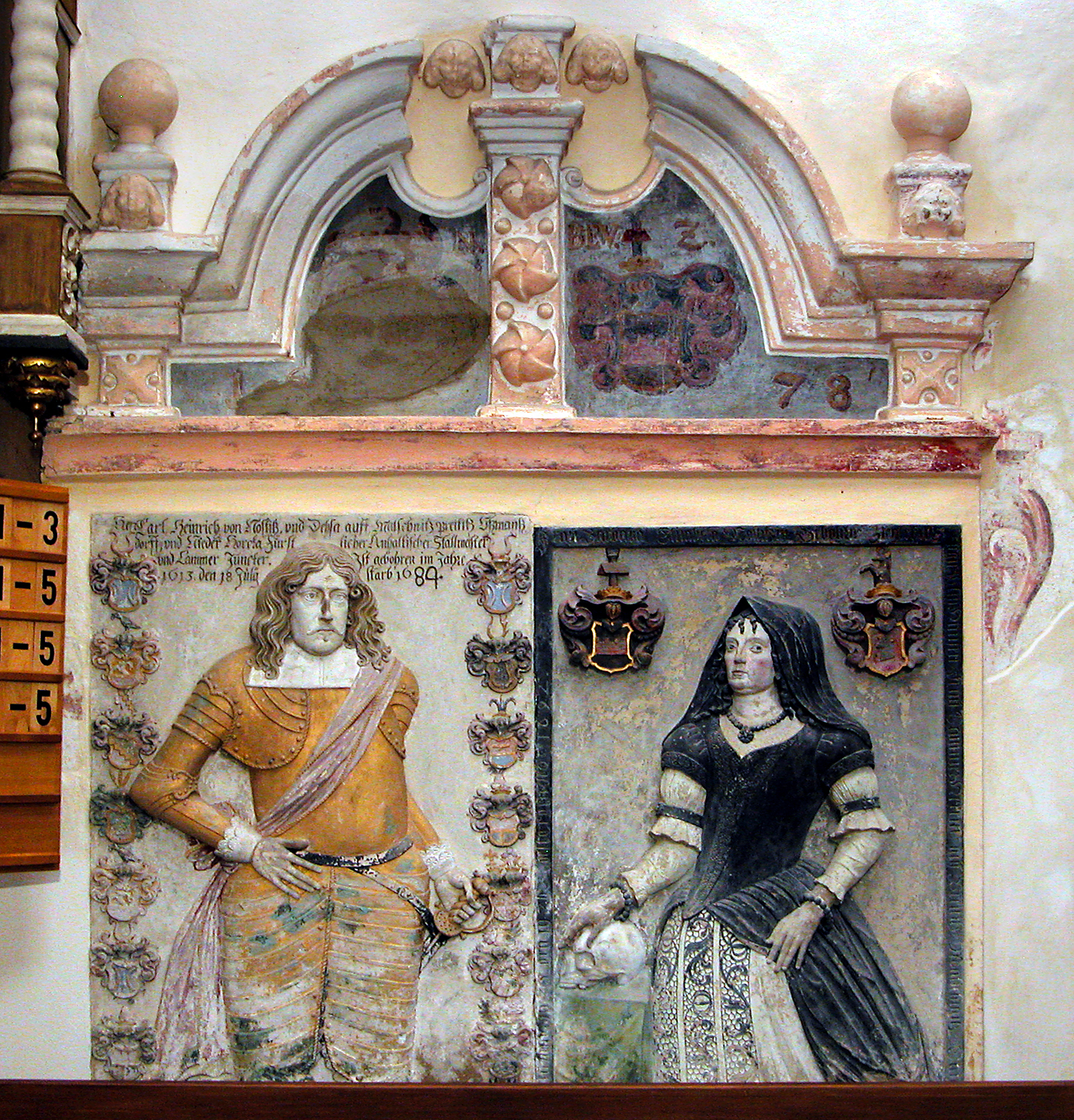
Epitaphanlage Heinrich von Nostitz und Barbara Elisabeth geborene von Ziegler-Klipphausen

Zur Ausstattung der Kleinbautzener Kirche gehört ein reich geschnitzter, im Jahr 1890 aus älteren Teilen zusammengesetzter Kanzelaltar. Im Untergeschoss befindet sich eine Schriftkartusche mit der Jahreszahl 1675. Der Kanzelkorb ist auf das Jahr 1676 datiert und mit gedrehten und mit Weinlaub bemalten Säulen besetzt. In den Feldern zwischen den Säulen befinden sich Darstellungen der Evangelisten und des Salvator mundi. Neben dem Korb stehen mit Cherubinen gedrehte Säulen auf Postamenten. Über dem Gesims steht eine kleine Figur des Heiligen Geistes und darüber eine mit Säulen umrahmte Bildtafel mit einem Gemälde der Kreuzigung Jesu. Auf den daneben liegenden seitlichen Anschwüngen stehen Putten sowie links das Wappen der Familie von Nostitz und rechts das Wappen der Familie von Ziegler. Im Giebelfeld befindet sich eine Kartusche mit der Darstellung der Grablegung, die von zwei Landsknechten gehalten wird.

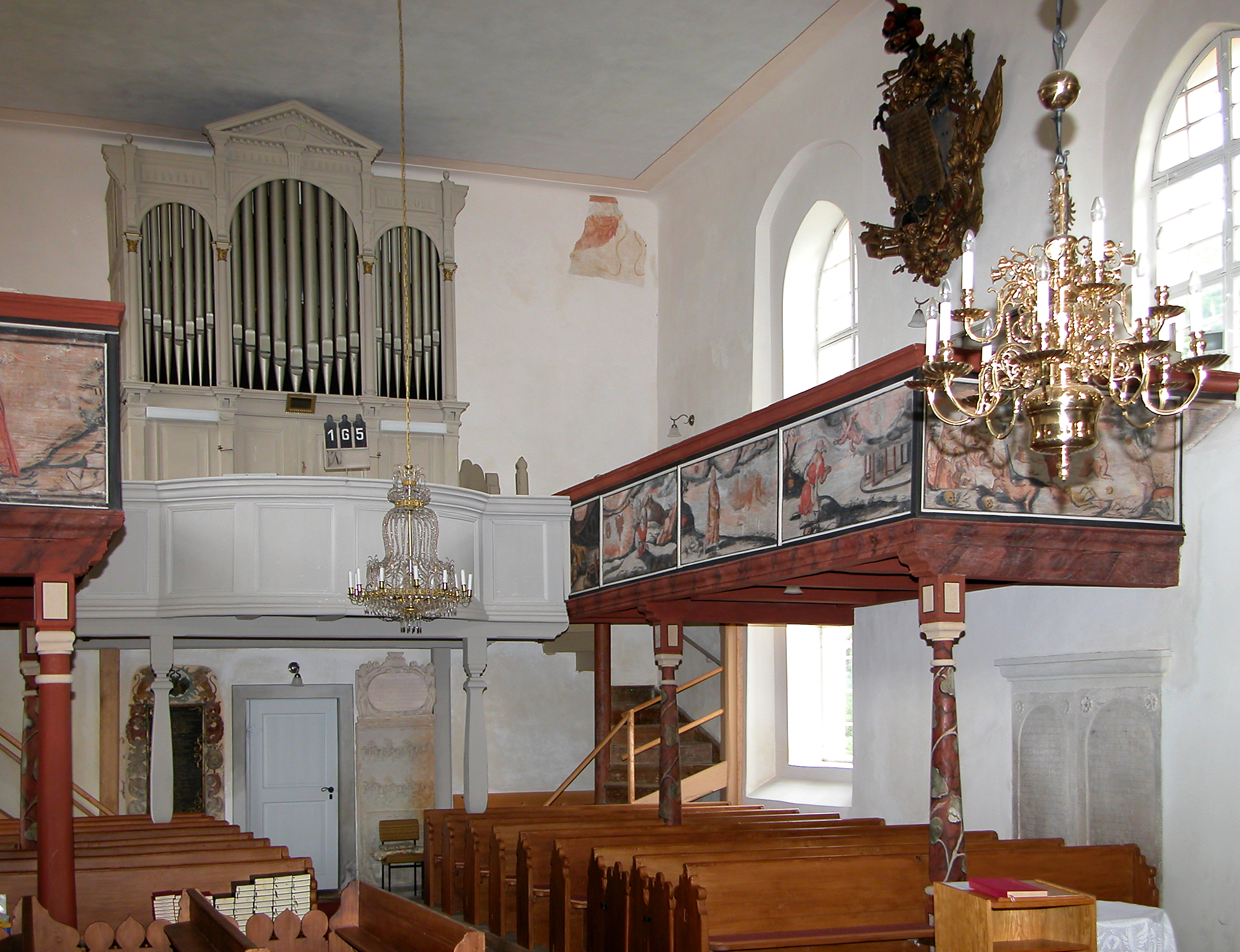
Blick zur Eule-Orgel

Der Aufgang zur Kanzel ist mit einer Balustrade mit gedrehten Säulchen und Bildtafeln mit Gemälden der Apostel Petrus, Paulus und Bartholomäus versehen. An der Nordwand hängt neben der Loge das frühere Altarbild von 1680 mit einer Abendmahlsdarstellung. Die achteckige Holztaufe wurde 1681 gebaut, die einzelnen Felder sind mit stark plastischen Festons geschmückt. In die Taufschale aus Zinn ist die Taufe Jesu eingraviert. Die Orgel wurde im Jahr 1887 von Hermann Eule Orgelbau aus Bautzen in einen klassizistischen Prospekt eingebaut. Sie hat zwölf Register und wurde 2013 restauriert.

## Kirchengemeinde
Vor der Reformation war Kleinbautzen eine Filialkirche von Bautzen im Archidiakonat Oberlausitz. Die Reformation setzte erst um 1602 ein und Kleinbautzen wurde eine eigenständige Kirchengemeinde. Seit 1928 ist Kleinbautzen eine Filialkirche von Purschwitz. Neben Kleinbautzen gehört noch das Dorf Preititz zur Kirchengemeinde.

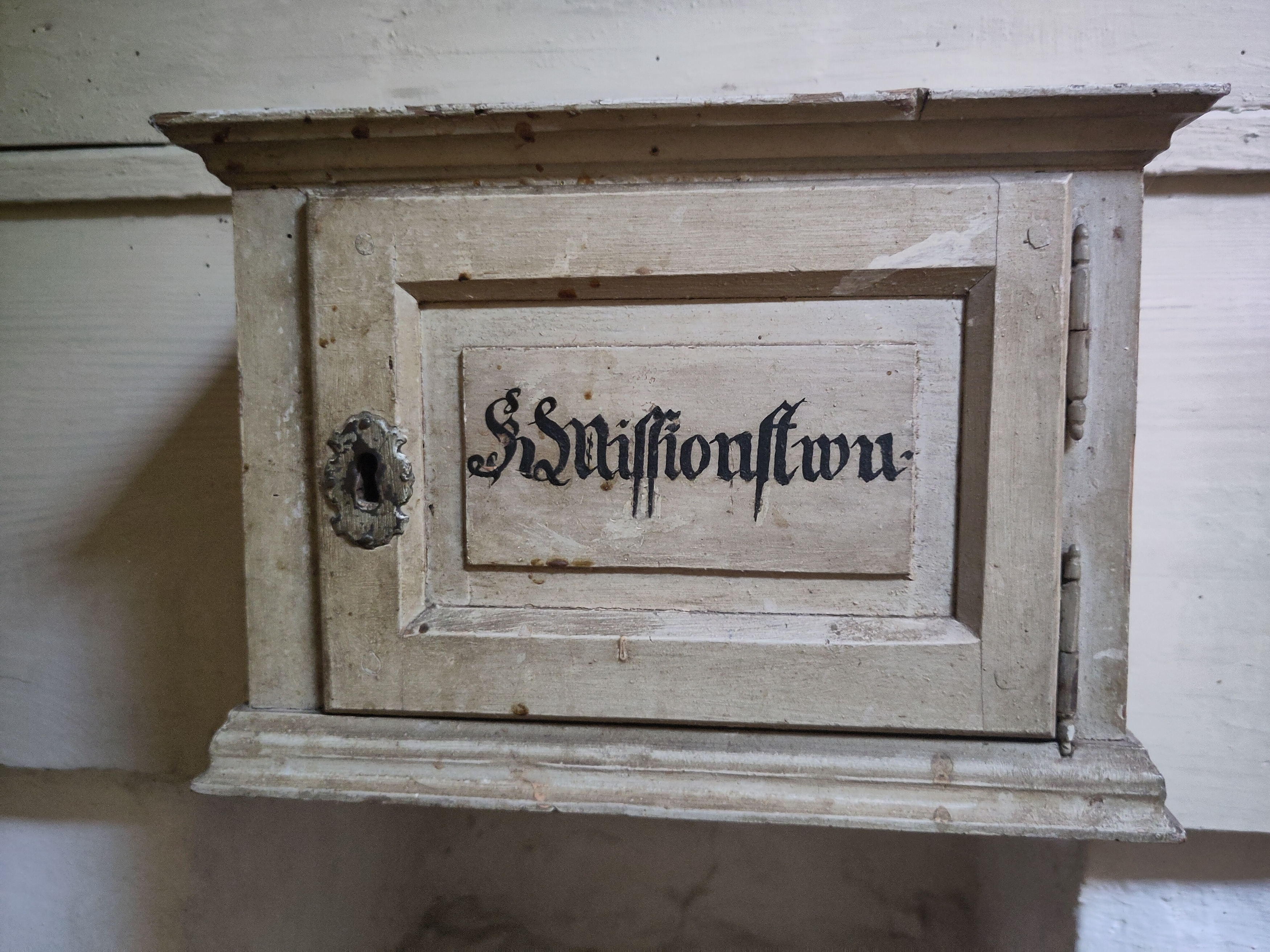
Spendenkasten für die Mission mit einsprachig sorbischer Aufschrift an der Rückseite des Altars

Bis ins 20. Jahrhundert war Kleinbautzen eine fast rein sorbischsprachige Kirchengemeinde, noch im Jahr 1848 fand höchstens alle sechs Wochen ein deutschsprachiger Gottesdienst statt. Laut der Statistik über die Sorben in der Lausitz von Arnošt Muka aus dem Jahr 1884 hatte die Kirchengemeinde Kleinbautzen 511 Einwohner, davon waren 468 Sorben und 43 Deutsche. Von den deutschen Einwohnern beherrschten 35 ebenfalls die sorbische Sprache, womit der sorbischsprachige Bevölkerungsanteil damals bei 98,4 Prozent lag. Zu dieser Zeit fanden sorbische Gottesdienste jeden Sonntag und an jedem Feiertag statt, deutschsprachige Messen wurden alle zwei Wochen gehalten. Der letzte regelmäßige sorbischsprachige Gottesdienst fand 1952 statt.
Die Kleinbautzener Pfarrgemeinde war von 1748 bis 1773 Wirkungsstätte des sorbischen Pfarrers, Schriftstellers und Bienenkundlers Adam Gottlob Schirach (Hadam Bohuchwał Šěrach).